# Hazelight Studios
Hazelight Studios è un'azienda svedese dedita allo sviluppo di videogiochi con sede nella città di Stoccolma, fondata dal regista Josef Fares nel 2014.

## Storia
Il primo lavoro in campo videoludico di Josef Fares è stato Brothers: A Tale of Two Sons (2013) di Starbreeze Studios, il quale ha ricevuto il plauso da parte della critica alla sua uscita. Dopo il successo di Brothers, Fares ha deciso di fondare una propria casa di sviluppo con sede nella città di Stoccolma, con l'obiettivo di creare videogiochi maturi e incentrati prevalentemente sulla trama; lo studio, nominato Hazelight Studios, è stato annunciato ufficialmente ai Game Awards 2014 dai dirigenti di Electronic Arts, i quali hanno rivelato che avrebbero pubblicato il suo primo titolo, A Way Out.
A Way Out è stato annunciato il 13 giugno 2017 all'Electronic Entertainment Expo come parte degli EA Originals, l'iniziativa di Electronic Arts per supportare i videogiochi indipendenti; il programma ha permesso ad Hazelight di mantenere il pieno controllo creativo sul titolo mentre riceveva la maggior parte dei profitti dopo che i costi di sviluppo (3,7 milioni di dollari) erano stati recuperati. A Way Out è stato commercializzato in tutto il mondo a partire dal 23 marzo 2018 ed ha ottenuto recensioni generalmente positive.
Hazelight ha collaborato nuovamente con Electronic Arts per il titolo successivo, It Takes Two, un platform cooperativo uscito in tutto il mondo il 26 marzo 2021.

## Videogiochi
| Titolo        | Anno | Piattaforme                                                              | Editore         |
| ------------- | ---- | ------------------------------------------------------------------------ | --------------- |
| A Way Out     | 2018 | PlayStation 4, Xbox One, Windows                                         | Electronic Arts |
| It Takes Two  | 2021 | PlayStation 4, PlayStation 5, Xbox One, Xbox Series X/S, Windows, Switch | Electronic Arts |
| Split Fiction | 2025 | PlayStation 5, Xbox Series X/S, Windows                                  | Electronic Arts |